# مشروع إن2 غيتواي للإسكان
مشروع إن2 غيتواي للإسكان هو مشروع ضخم لبناء المنازل وهو في قيد الإنشاء في كيب تاون، جنوب أفريقيا. وصفته وزيرة الحكومة الوطنية للإسكان السابقة لينديوي سيسيولو بأنه «أضخم مشروع إسكان تنشئه أي حكومة». على الرغم من أنه مشروع تعاوني بين وزارة الإسكان الوطنية وحكومة مقاطعة كيب الغربية ومدينة كيب تاون، استُعين بشركة توبيليشا الخاصة لإيجاد متعهدي بناء ولإدارة وتنفيذ المشروع بأكمله. تشير تقديرات شركة توبيليشا إلى أن المشروع سيتضمن بناء حوالي 25000 وحدة، سيُخصص نحو 70 ٪ منها لسكان الأكواخ، و30٪ لسكان الفناء الخلفي ضمن قوائم الانتظار في المساكن البلدية. تعد بلدة دلفت، التي تبعد 40 كم عن كيب تاون، الموقع الرئيسي للمشروع.
يعد مشروع إن2 غيتواي للإسكان مثيرًا للجدل وتعرض لانتقادات من قبل مركز حقوق الإسكان وحالات الإخلاء ومقره جنيف، ومن قبل المدقق العام لجنوب أفريقيا والمنظمات الشعبية مثل حملة كيب الغربية لمكافحة عمليات الإخلاء، ومن قبل خبراء المحكمة الدستورية مثل بيير دي فوس إضافةً إلى السكان المتضررين أنفسهم. يدعي المنتقدون أن مشروع إن2 غيتواي للإسكان عبارة عن مشروع تجميل لكأس العالم فيفا 2010. يستشهدون بالوثائق الحكومية التي أعطت الأولوية لإمكانية رؤية البناء بشكل واضح بالقرب من مطار كيب تاون. وأشاروا إلى عمليات الإخلاء الجماعي التي حدثت أثناء نقل سكان الأكواخ من طريق إن2 إلى دلفت.

## مرحلة جو سلوفو 1
لإفساح المجال أمام مرحلة جو سلوفو 1 (أي المرحلة الأولى لمشروع إن2 غيتواي)، نُقل نحو 1000 شخص من سكان جو سلوفو إلى مناطق سكن مؤقتة في دلفت. بعد حريق يناير عام 2005، الذي دمر 3000 كوخ وشرّد نحو 12000 شخص، أُعطيت الأولوية لسكان جو سلوفو وخُصص لهم سكن في مشروع إن2 غيتواي. تضمنت الخطة الأصلية بناء 12000 وحدة تأجير سكنية خلال مرحلة جو سولفو 1 على الأرض التي ابتلعها حريق هائل اندلع في جو سلوفو في يناير 2005. وفي النهاية، بُني نحو 705 منزلًا فقط في تلك المرحلة. أفادت التقارير أن واحداً فقط من سكان جو سلوفو كان قادرًا على تحمل تكاليف الشقق التي ارتفعت إيجاراتها فجأة ما أجبر المستأجرين الجدد على مقاطعة المشروع لمدة عام. دعمت حركة المقاطعة سكان جو سولفو والحركات الاجتماعية مثل حملة مكافحة عمليات الإخلاء والمجتمع المدني. صرح أعضاء مشروع إسكان كيب الغربية مؤخراً بوجود عيوب هيكلية كبيرة في شقق المرحلة الأولى وقال المسؤولون إنهم قد يضطرون لهدمها.

## الإسكان غير الرسمي في جو سلوفو - المرحلة 2 و3
مع اكتمال المرحلة الأولى من إن2 غيتواي، أمرت الحكومة الوطنية بإخلاء نحو 20000 من سكان الأكواخ إلى مناطق السكن المؤقتة في دلفت. عارض سكان جو سلوفو أمر الحكومة بإخلائهم قسراً، ورفضوا نقلهم مدّعين أن الحكومة لم تتخلص من الأحياء الفقيرة بل اكتفت بنقلها بعيدًا إلى دلفت حيث لا تتوفر الوظائف، وعدد المدارس قليل ونسب الجرائم مرتفعة. يقال إن السكان الذين انتقلوا طوعًا إلى دلفت بعد الحريق في عام 2005 فقدوا وظائفهم لأنهم لم يتمكنوا من تحمل تكاليف النقل إلى كيب تاون ولأنه لا يوجد خط للسكك الحديدية في دلفت. بعد صدور حكم مثير للجدل في محكمة كيب العليا من قبل القاضي جون هلوف لصالح الحكومة، ادعى العديد من الخبراء في القانون الدستوري أن الحكم ظالم ومخالف لدستور جنوب أفريقيا.
منذ ذلك الحين، طعن السكان في القرار وأحالوه إلى المحكمة الدستورية لجنوب أفريقيا. في أغسطس من عام 2008، سافر نحو 200 شخص من سكان جو سلوفو بالقطار، وأمضوا الليلة في الكنيسة الميثودية في برامفونتين، ووصلوا إلى المحكمة الدستورية للاحتجاج على عمليات الإخلاء المقترحة. تضامنت معهم حملة مكافحة عمليات الإخلاء وكذلك سكان سيمفوني واي، وهو تجمع سكني غير رسمي يتعارض أيضًا مع الحكومة بشأن مشروع إن2 غيتواي للإسكان.
قُبل أعضاء مركز القانون المجتمعي التابع لجامعة كيب الغربية ومركز حقوق الإسكان وحالات الإخلاء كأصدقاء داعمين للمحكمة لمساندة سكان جو سلوفو. تحدد موعد الحكم في القضية في أغسطس من عام 2008.
في 10 يونيو عام 2009، أقرت المحكمة الدستورية إخلاء سكان جو سلوفو لكن بناءً على شروط معينة، تتضمن تخصيص 70٪ من المنازل المبنية على أرض جو سلوفو لسكانها، وأن تتشاور الحكومة مع السكان، وأن تكون مناطق السكن المؤقتة حيث سيُنقل السكان ذات جودة أفضل.
في آب عام 2009، جعل الوزير الجديد للمستوطنات البشرية، طوكيو سيكسوايل، عملية إخلاء سكان جو سلوفو في وضع الانتظار. في سبتمبر عام 2009، أفادت تقارير بأن المحكمة الدستورية أصدرت أمرًا جديدًا بوقف إخلاء سكان جو سلوفو حتى إشعار آخر.

## مناطق السكن المؤقتة في دلفت
يوجد نوعان من مناطق السكن المؤقتة أو معسكرات العبور التابعة لمشروع إن2 غيتواي في دلفت. أصبحت مناطق السكن المؤقتة في دلفت (التي سميت تسونامي وتوبيليشا)، والتي بُنيت في الأصل من قبل مدينة كيب تاون بقيادة المؤتمر الوطني الأفريقي لضحايا حريق جو سلوفو وتديرها الآن منازل توبيليشا نيابةً عن الحكومة الوطنية، جزءًا أساسيًا من إستراتيجية مشروع إن2 غيتواي. وهي تضم سكان الأكواخ الذين هُجروا قسراً أو طواعية من مساكنهم، مثل أولئك الموجودين في جو سلوفو وكايليتشا وكروسرودز ونيانغا وغوغوليثيو. وفقًا لدراسة لتسونامي أجرتها مجموعة الأعمال التنموية، فإن تأسيس مناطق السكن المؤقتة في دلفت:
- زاد من ضعف الأسر التي تضررت من حريق جو سلوفو.
- زاد من الصراع في المجتمع.
- كلف البلدية والدوائر الحكومية الأخرى خسائر مادية كبيرة.

وفقًا لمجموعة الأعمال التنموية، في ضوء هذه التكاليف والشروط، لم تتحقق أهداف المشروع ولا يمكن تبرير النفقات الناجمة عن إنشاء مناطق السكن المؤقتة.
في عام 2007، وجد الأستاذ في قسم العلوم الجيولوجية من جامعة كيب تاون، كريس هاريس، الكريسوتيل والكروسيدولايت (الأسبستوس) في المواد الموجودة ضمن سكن تسونامي المؤقت.
السكن المؤقت الآخر هو سيمفوني واي، الذي أطلق عليه اسم (بليكيزدروب) (أو» تين كان تاون«) من قبل سكان الأرصفة التابعين لمناطق الإقامة غير الرسمية القريبة. بُني هذا السكن وأُدير من قبل مدينة كيب تاون. انتُقد سكن سيمفوني واي بسبب سياجه المصنوع من أسلاك شائكة، وإمكانية الوصول إليه الخاضعة لسيطرة الشرطة، وتصدع العلاقات الاجتماعية فيه.

## الانتقادات
أثار مشروع إن2 غيتواي للإسكان جدلًا كبيرًا. وجد تقرير المدقق العام عن المشروع سوء إدارة وتقصيرًا واسع النطاق في تخطيط مشروع الإسكان والمحاسبة والتصميم والبناء والتنفيذ. اعترف عضو المجلس التنفيذي بونكينكوسي ماديكيزيلا من مشروع إسكان كيب الغربية، بوجود عيوب خطيرة في شقق إن2 غيتواي في المرحلة 1، قائلًا إن «بعض الوحدات السكنية لا يمكن إصلاحها. أعتقد أن الحل ممكن لكنه صعب جدًا، وهو هدم المبنى والبدء من جديد».
في سبتمبر عام 2009، نشر مركز حقوق الإسكان وحالات الإخلاء التابع للأمم المتحدة تقريرًا مهمًا ينتقد مشروع إن2 غيتواي بسبب انتهاكاته لحقوق السكن ولعدم تشاور المسؤولين عنه مع السكان الفقراء المتضررين من المشروع.